# Ray Bradbury
Ray Douglas Bradbury (Waukegan, Illinois, 1920. augusztus 22. – Los Angeles, 2012. június 5.) amerikai író, a science fiction irodalom egyik óriása. Jelentősége nemcsak művei minőségében nyilvánult meg, hanem abban is, hogy a sci-fi műfaj jelentős időszakában, az 1950-es években már aktív író volt, így a műfajra írásai hatást gyakoroltak ebben a fontos korszakban. Bradbury művei számos kortárs és későbbi írót inspiráltak, a műfaj egyik „nagyjának” tartották.

## Élete

### Pályafutásának kezdete
1920-ban született, Leonard Spaulding Bradbury és Ester Moberg svéd emigránsnő legidősebb fiaként. Idilli életet élt Waukeganben, amelynek emlékét később több novellájában is felhasználja. Kedvenc írói L. Frank Baum, Jules Verne és Edgar Rice Burroughs voltak. 1931-ben 11 évesen kezdett el írni a Buck Rogers-történetek hatására, jobb híján csomagolópapírokra. 1934-ben családja Los Angelesbe költözött, ahol középiskolai tanulmányai mellett a színjátszó csoportba is járt, és megismerkedett néhány hírességgel is. Az iskolában tanárai felismerték írói tehetségét, így a színészi ambíciók helyett az írói pályát ajánlották neki. 1938-ban befejezte a középiskolát, és csatlakozott a Los Angeles-i Science Fiction Társasághoz, ahol számos meghatározó kortárs íróval találkozhatott. Habár egyetemi tanulmányait nem tudta fizetni, és ez nagyon kedvét szegte, de munkája mellett továbbképezte magát. Tíz éven keresztül, heti háromszor éjszaka könyvtárakba járt, miközben folyamatosan írt. Hatással voltak rá – többek között – a Flash Gordon-képregények. 1938 és 1942 között újságot árult, és gépíróként is dolgozott Los Angelesben.

### Írói karrierje
1938-ban publikálta a „Hollerbochen's Dilemma” című novelláját a szerény példányszámú „Imagination!” fanzinban, ekkor még díjazás nélkül. 1939-ben saját kiadványt készített „Futuria Fantasia” névvel, amelyben szinte csak az ő írásai jelentek meg, annak ellenére, hogy ekkor még ő maga sem tartotta magát jó írónak. Első publikációja – amiért honoráriumot is kapott, (15 dollárt) – a Pendulum volt, ami a Super Science Storiesban jelent meg 1941 novemberében. Ezután a „Thrilling Wonder”, majd a „Planet Stories” magazinokba írt. 1942-ben írta meg a The Lake (A tó) című művét, amelyben már jobban megmutatkozott egyéni stílusa.
Szemproblémái miatt a második világháború idején nem tudott a hadseregbe jelentkezni, így – írói sikerének köszönhetően – főállású író lett. 1945-ben a A nagy fekete-fehér játszma című novellája bekerült a „Legjobb amerikai novellák” című válogatásba. 1947-ben megnősült, felesége Marguerite "Maggie" McClure lett, akivel korábban egy könyvesboltban ismerkedett meg munka közben. Felesége segítette őt írói munkájában is. A házasságból négy lányuk született: Susan (1949), Ramona (1951), Bettina (1955) és Alexandra (1958). 1947-ben jelent meg első novelláskötete, a Sötét karnevál.
1950-ben írta az egyik leghíresebb művét, a Marsbéli krónikákat. A mű határozott társadalomkritika, miközben az atomkor félelmeit is megjeleníti, hirdeti az egyszerű emberi élethez való ragaszkodást és az ellenállást mindenféle rasszizmussal és cenzúrával szemben. Művét úgy jellemzi, hogy inkább fantasy, mint sci-fi, habár a fantasy meghatározás alatt a tudománytól eltérő „képzelt” világot érti. A Fahrenheit 451 című regényét 1953-ban adták ki. Ebből készítette el Truffaut emlékezetes, 451 Fahrenheit című kultuszfilmjét. Napjainkban a Fahrenheit újbóli filmre vitele Mel Gibson cégénél is szóba került.
A filmmel, a televízióval Bradburynek jelentős a kapcsolata. Írt tévéfilmeket (többet Alfred Hitchcock rendezett) és mozifilmeket is, például 1956-ban a Moby Dicket, melynek főszerepét Gregory Peck játszotta. Az HBO számára saját novelláinak adaptációit írta, amelyeket 1992-ig játszottak.
Műveit számos elismeréssel és díjjal jutalmazták (néhány példa):
- Az Amerikai Science Fiction Írók Szövetsége (SFPA) a nagymesterének választották.
- Az 1964-es amerikai világkiállításon az amerikai pavilonban kinevezték „ideas consultant”-nak.
- Hollywoodi hírességek sétányán csillagot kapott elismerésül filmes tevékenységeiért.[6]
- 1992-ben egy aszteroidát neveztek el róla.
- 2000-ben az Amerikai Nemzeti Könyvdíj ceremónián életműdíjat kapott.
- 2007-ben elnyerte a Pulitzer-díj speciális változatát.[7]

### Utolsó évei
Bradbury egészsége a halála előtti években megrendült, ennek ellenére aktív maradt. Habár stroke miatt kerekes székbe kényszerült, de mindennap írt, és időnként részt vett különböző társadalmi eseményeken. Műveit szépirodalmi alkotásnak tekintik és bekerültek egyetemi tananyagok közé is.
2012. június 5-én, 91 éves korában elhunyt. Kiadójának szóvivője úgy nyilatkozott: „…békésen halt meg, hosszas betegeskedés után…”. Június 6-án a Fehér Ház közleményt adott ki, és Barack Obama elnök megemlékezett az író meghatározó munkásságáról. Sírkövére (a nevén, születési és halálozási dátumán kívül) a „Fahrenheit 451 szerzője” mondat került.

## Művei
Bradbury több mint 30 regényt és közel 600 novellát írt.

### Regények
- Fahrenheit 451 (1953); ford. Loránd Imre et al.; Göncöl, Budapest, 1991
- (Dandelion Wine), 1957
- Gonosz lélek közeleg (1962; Something Wicked This Way Comes)
- (The Halloween Tree), 1972
- (Death Is a Lonely Business), 1985
- Holdkórosok temetője (1990; A Graveyard for Lunatics)
- (Green Shadows, White Whale), 1992
- (From the Dust Returned), 2001
- (Let's All Kill Constance), 2003
- (It Came from Outer Space), 2003

## Magyarul
- Marsbéli krónikák. Kisregények, elbeszélések (1950; The Martian Chronicles); vál. Kuczka Péter, ford. Kuczka Péter et al.; Európa, Budapest, 1966
- A gyalogos; ford. Hegedüs Zoltán; in: A jövő tanúi; NPI, Budapest, 1969 (Színjátszók kiskönyvtára)
- Kaleidoszkóp. Elbeszélések; vál., életrajz Kuczka Péter, ford. Apostol András et al., utószó Szakács Ferenc; Zrínyi Ny., Budapest, 1974 (Kozmosz fantasztikus könyvek)
- Fahrenheit 451 / A tetovált asszony / Tyrannosaurus rex; ford. Loránd Imre et al.; Göncöl, Budapest, 1991
- Holdkórosok temetője; ford. Nemes István; Új Vénusz, Budapest, 1992
- A tetovált ember (1951; The Illustrated Man); ford. Apostol András et al.; Móra, Budapest, 1992 (a katalógusokban formailag hibás ISBN-nel szerepel) ISBN 963-11-6880-1
  - (Az illusztrált ember címen is)
- Az időgép. Klasszikus történetek I.; ford. Nemes István, Vároczy László; Új Vénusz, Budapest, 1993 (Science fiction)
- Gonosz lélek közeleg; ford. Pék Zoltán; Európa, Budapest, 2002
- Szép arany almáit a nap (1953; The Golden Apples of the Sun); ford. Galamb Zoltán; Agave Könyvek, Budapest, 2010 ISBN 978-963-9868-66-3
- Gyógyír búskomorságra (1959; A Medicine for Melancholy); ford. Galamb Zoltán et al.; Agave Könyvek, Budapest, 2011 (a katalógusokban formailag hibás ISBN-nel szerepel) ISBN 6155049088
- Az öröm masinériái (1964; The Machineries of Joy); ford. Pék Zoltán et al.; Agave Könyvek, Budapest, 2007 ISBN 9789637 118661
- A villamos testet énekelem (1969; I Sing The Body Electric); ford. Galamb Zoltán et al.; Agave Könyvek, Budapest, 2008 ISBN 978-963-9868-03-8
- Éjfél is elmúlt (1976; Long After Midnight); ford. Huszár András; Agave Könyvek, Budapest, 2009 ISBN 978-963-9868-36-6
- Fahrenheit 451 és más történetek; ford. Loránd Imre, Pék Zoltán, Török Krisztina; Agave Könyvek, Budapest, 2013
- A Toynbee-átalakító (1988; The Toynbee Convector); ford. Pék Zoltán, Gálla Nóra, Török Krisztina; Agave Könyvek, Budapest, 2014 ISBN 9786155442292
- Októberi vidék (1955; The October Country); ford. Pék Zoltán, Galamb Zoltán, Török Krisztina; Agave Könyvek, Budapest, 2017 ISBN 9789634192855
- Az illusztrált ember; ford. Bosnyák Edit et al.; Agave Könyvek, Budapest, 2019
  - (A tetovált ember címen is)
- Marsbéli krónikák. Teljes változat; ford. Bosnyák Edit et al.; Agavé Könyvek, Budapest, 2020